# 더티 리넨
《더티 리넨》(영어: Dirty Linen)는 2023년 방영된 필리핀의 텔레비전 드라마이다.